# Conus bengalensis
Conus bengalensis е вид охлюв от семейство Conidae. Видът не е застрашен от изчезване.

## Разпространение и местообитание
Разпространен е в Бангладеш, Индия (Андамански острови, Андхра Прадеш, Западна Бенгалия, Никобарски острови, Ориса и Тамил Наду), Мианмар и Тайланд.
Обитава пясъчните дъна на морета.